# غاري إنغرام
غاري إنغرام هو سياسي أمريكي، ولد في 29 نوفمبر 1933، وتوفي في 30 نوفمبر 2017. انتخب عضو مجلس نواب ايداهو ‏.